# Colin Bell (Fußballspieler, 1946)
Colin Bell, MBE (* 26. Februar 1946 in Hesleden; † 5. Januar 2021 in Manchester) war ein englischer Fußballspieler. Der offensive Mittelfeldspieler absolvierte zwischen 1968 und 1975 für die englische Fußballnationalmannschaft insgesamt 48 Spiele und erzielte dabei neun Tore. Er bildete zudem gemeinsam mit Francis Lee und Mike Summerbee ein erfolgreiches Trio bei seinem langjährigen Verein Manchester City.

## Leben und Karriere
Geboren 1946 als Sohn eines Bergarbeiters in Hesleden, County Durham, war Colin Bell bereits im Alter von nur 17 Jahren Mannschaftskapitän des englischen Zweitligisten FC Bury. Innerhalb der Saison 1965/66 wechselte er dann für 45.000 britische Pfund zum Ligakonkurrenten Manchester City, der in dieser Zeit von Joe Mercer trainiert wurde. Für diesen Verein debütierte Bell am 19. März 1966 beim 2:1-Sieg gegen Derby County und zum Ende der Saison gelang ihm der Aufstieg in die erste englische Liga.
In seiner ersten Saison in der Eliteklasse gelang Bell neben dem Klassenerhalt und einem Platz als Stammspieler in der Mannschaft im Spiel gegen Stoke City sein erster und einziger Hattrick. In der zweiten Erstligasaison 1967/68 gewann Manchester City dann überraschend die englische Meisterschaft und Bell hatte daran in der Position des Spielmachers und aufgrund seiner Stärken im Passspiel und der Spielübersicht maßgeblichen Anteil. Bells erfolgreiche Saison wurde zu guter Letzt durch seinen Einstand für die englische Nationalmannschaft am 22. Mai 1968 im Freundschaftsspiel gegen Schweden abgerundet.
Die Saison 1968/69 verlief ernüchternd und Bell konnte gemeinsam mit Manchester City nur den dreizehnten Platz in der Meisterschaft erspielen. Darüber hinaus schied der Verein bereits in der ersten Runde des Europapokals der Landesmeister gegen Fenerbahçe Istanbul aus. Zum Abschluss der Spielzeit konnte sich der Verein jedoch rehabilitieren und Bell gewann nach einem 1:0-Finalsieg gegen Leicester City den FA Cup.
Nur ein Jahr später erweiterte Bell seine Trophäensammlung und gewann neben seinem ersten Ligapokal (gegen West Bromwich Albion im Finale) nach Siegen gegen Athletic Bilbao und FC Schalke 04 den Europapokal der Pokalsieger, wobei im Wiener Endspiel Górnik Zabrze mit 2:1 besiegt wurde. Bell wurde zudem in den Kader für die WM 1970 in Mexiko berufen und dort auch sporadisch eingesetzt. Er war Teil der Mannschaft, die im Viertelfinale nach Verlängerung mit 2:3 dem Team aus Deutschland unterlag, wobei er nach 70 Minuten für Bobby Charlton eingewechselt wurde.
Nach einer mittelmäßigen Saison konnte Bell mit Manchester City in der Saison 1971/72 erneut in den Kampf um die englische Meisterschaft eingreifen und schloss am Ende mit nur einem Punkt Abstand zum Meister aus Derby County auf dem vierten Platz ab. Bei der EM 1972 scheiterte er mit England dann nach absolviertem Hin- und Rückspiel erneut an dem deutschen Team.
Nach drei weiteren Jahren, in denen er, trotz weiterhin guter Leistungen, den Verein zu keinen weiteren Titeln führen konnte, verletzte sich Bell in der Saison 1975/76 im Alter von nur 29 Jahren schwer. Der Vorfall ereignete sich im Ligapokalspiel gegen Manchester United, als der Schotte Martin Buchan Bell am Knie verletzte. Bell musste über zwei Jahre lang pausieren und versuchte am zweiten Weihnachtstag des Jahres 1977 ein Comeback. Er konnte jedoch nicht an die frühere Form anknüpfen und hatte stets mit gesundheitlichen Rückschlägen zu kämpfen. Daraufhin beendete er zum Abschluss der Saison 1978/79 seine Zeit bei Manchester City und nach fünf Spielen in der amerikanischen Profiliga für die San José Earthquakes im Jahr 1980 endgültig seine Karriere als Fußballspieler.
Anschließend war Bell als Betreuer für den Nachwuchsspielerbereich von Manchester City aktiv und wurde nach Beendigung dieser Tätigkeit zu einem Repräsentanten des Vereins.
Aufgrund seiner Verdienste für den englischen Fußball wurde Bell zur Jahreswende 2004/05 mit dem Order of the British Empire als MBE ausgezeichnet.
Er starb Anfang Januar 2021 nach kurzer Krankheit im Alter von 74 Jahren.

## Erfolge
- Europapokal der Pokalsieger: 1970
- Englischer Meister: 1968
- FA-Cup-Sieger: 1969
- Ligapokal-Sieger: 1970, 1976

## Sonstiges
- Wegen seiner Konditionsstärke erhielt Bell den Spitznamen Nijinsky (nach dem gleichnamigen Rennpferd). Bei den Fans ist er auch als King of the Kippax bekannt, wobei Kippax eine überdachte Tribüne des alten Maine-Road-Stadions bezeichnet.
- Die Westtribüne des neu errichten City of Manchester Stadium wurde nach Colin Bell benannt.